# Ungheria ai Giochi della IV Olimpiade
L'Ungheria partecipò ai Giochi della IV Olimpiade che si sono svolti a Londra dal 25 agosto all'11 settembre 1908, con una delegazione di 65 atleti impegnati in otto discipline.

## Medaglie

### Medaglie d'oro
| Medaglia | Nome          | Sport              | Evento       |
| -------- | ------------- | ------------------ | ------------ |
| Oro      | Richárd Weisz | Lotta greco-romana | Pesi massimi |
| Oro      | Jenő Fuchs    | Scherma            | Sciabola     |
| Oro      | Ungheria      | Scherma            | Sciabola sq. |

### Medaglie d'argento
| Medaglia | Nome           | Sport            | Evento        |
| -------- | -------------- | ---------------- | ------------- |
| Argento  | István Somodi  | Atletica leggera | Salto in alto |
| Argento  | Zoltán Halmay  | Nuoto            | 100 s.l.      |
| Argento  | Ungheria       | Nuoto            | 4x200 s.l.    |
| Argento  | Béla Zulawszky | Scherma          | Sciabola      |

### Medaglie di bronzo
| Medaglia | Nome            | Sport            | Evento                  |
| -------- | --------------- | ---------------- | ----------------------- |
| Bronzo   | Ungheria        | Atletica leggera | Staffetta mista 1600 m. |
| Bronzo   | Károly Levitzky | Canottaggio      | Singolo                 |